# Vuelo 291 de Iran Air
El vuelo 291 de Iran Air fue un vuelo que se estrelló el día 21 de enero de 1980. Se trataba de un vuelo nacional entre el aeropuerto de Mashhad y el aeropuerto de Mehrabad en Irán, operado por un Boeing 727-86. A las 19:11 hora local, el aparato, con registro EP-IRD, chocó contra en los Montes Elburz, a 29 kilómetros al norte de Teherán, durante la aproximación a la pista 29 del aeropuerto de Mehrabad en condiciones de niebla y nieve. Los 8 tripulantes y 120 pasajeros murieron en el accidente, y el avión quedó destrozado. En esa época el vuelo 291 de Iran Air fue el peor accidente aéreo de Irán.

## Aeronave
La aeronave implicada era un Boeing 727-86 con matrícula EP-IRD fue construido en 1968 y realizó su primer vuelo el 17 de febrero. El avión estaba propulsado por tres motores turbofan Pratt & Whitney JT8D-7B.

## Accidente
El día del accidente, los controladores aéreos iraníes se declararon en huelga, lo que provocó la cancelación de cientos de vuelos nacionales. Luego, a las 16:00 se interrumpió la huelga y se reanudaron los vuelos. A las 17:40, el vuelo 291 partió del Aeropuerto de Mashad con destino al Aeropuerto Internacional de Mehraba en Irán. Había 8 tripulantes y 120 pasajeros a bordo (los informes iniciales indicaban que había 8 tripulantes y 116 pasajeros).
A las 18:52 hora local, el controlador del aeropuerto de Mehrabad en Teherán le dio a la tripulación una aproximación directa a la pista 29. Luego, alrededor de las 19:05, el despachador le indicó a la tripulación que tomara un rumbo de 360° para llegar a la baliza no direccional. del enfoque Varamin. Sin recibir instrucciones del controlador, los pilotos estaban 17 millas (15 nmi; 27 km) al norte fuera de curso. Durante la aproximación, el primer oficial le dijo al comandante que el VORTAC estaba dando un rumbo radial incorrecto, pero este no respondió a este mensaje. A las 19:11 hora local, la aeronave chocó con las montañas de Alborz, 29 kilómetros (18 millas; 16 millas náuticas) al norte de Teherán. Los 8 miembros de la tripulación y 120 pasajeros murieron en el accidente y el avión quedó destruido.

## Causa
Los investigadores concluyeron que la causa probable del accidente fue que el ILS y el radar de tierra no estaban operativos. El presidente y cinco funcionarios de la Autoridad de la Aviación Civil de Irán fueron condenados por homicidio involuntario como resultado del accidente del vuelo 291.